# ㅇ
ㅇ(ieung - 이응) là một phụ âm của tiếng Triều Tiên. Unicode của ㅇ là U+3147. Nó là âm câm khi nó là phụ âm đầu trong một âm tiết nhưng nó sẽ là âm ng khi đứng ở cuối.